# Saison 2020-2021 du Thunder d'Oklahoma City
La saison 2020-2021 du Thunder d'Oklahoma City est la 54e saison de la franchise en National Basketball Association (NBA) et la 13e saison dans la ville d'Oklahoma City.  
Durant l'intersaison, Billy Donovan, à la tête de l'équipe depuis 2014 est remercié, et devient 14 jours plus tard, le nouvel entraîneur des Bulls de Chicago. Pour la première fois depuis 2012, des joueurs de longue date, Steven Adams et André Roberson, ne font plus partie de l'effectif, car Adams est échangé avec les Pelicans de La Nouvelle-Orléans, et Roberson signe avec les Nets de Brooklyn. 
Le 11 novembre, le Thunder engage son nouvel entraîneur principal, Mark Daigneault, adjoint et ancien entraîneur du Blue d'Oklahoma City, en NBA Gatorade League. À l’âge de 35 ans, Daigneault devient le plus jeune entraîneur actif de la NBA, après que les Timberwolves du Minnesota aient congédié leur entraîneur, Ryan Saunders le 21 février 2021.
La saison 2020-2021 marque la première saison sans que la franchise ne participe aux playoffs, depuis la saison 2014-2015. L'intérieur, Al Horford, acquis par le Thunder le 8 décembre 2020, a également raté les playoffs pour la première fois de sa carrière en 14 ans.
L'effectif du Thunder demeure très jeune avec des rookies comme Théo Maledon et Aleksej Pokuševski, ainsi que des joueurs à potentiel comme Shai Gilgeous-Alexander, Luguentz Dort et Moses Brown. Le 29 avril 2021, après une défaite contre les Pelicans de La Nouvelle-Orléans, le Thunder est officiellement éliminé de la course aux playoffs.

## Draft
| Tour | Choix | Joueur            | Poste | Nationalité | Provenance                 |
| ---- | ----- | ----------------- | ----- | ----------- | -------------------------- |
| 1    | 25    | Immanuel Quickley | PG    | États-Unis  | Wildcats du Kentucky       |
| 2    | 53    | Cassius Winston   | PG    | États-Unis  | Spartans de Michigan State |

## Matchs

### Pré-saison
| Pré-saison Total: 1-2 (Domicile : 0-2; Extérieur : 1-0) |

| Match | Date match  | Équipe        | Score     | Meilleur marqueur     | Meilleur rebondeur      | Meilleur passeur            | Lieux                   | Série |
| ----- | ----------- | ------------- | --------- | --------------------- | ----------------------- | --------------------------- | ----------------------- | ----- |
| 1     | 12 décembre | @ San Antonio | V 121-108 | Théo Maledon (20)     | Isaiah Roby (11)        | G-Alexander, Williams (4)   | AT&T Center             | 1 - 0 |
| 2     | 16 décembre | Chicago       | D 103-124 | Horford, Jackson (15) | Horford, Pokuševski (7) | G-Alexander, Roby (3)       | Chesapeake Energy Arena | 1 - 1 |
| 3     | 18 décembre | Chicago       | D 103-105 | Al Horford (17)       | Aleksej Pokuševski (13) | Shai Gilgeous-Alexander (5) | Chesapeake Energy Arena | 1 - 2 |

### Saison régulière
| Saison régulière Total: 22-50 (Domicile : 10-26; Extérieur : 12-24) |

| Match                                                        | Date match  | Équipe              | Score     | Meilleur marqueur            | Meilleur rebondeur | Meilleur passeur            | Lieux                   | Série |
| ------------------------------------------------------------ | ----------- | ------------------- | --------- | ---------------------------- | ------------------ | --------------------------- | ----------------------- | ----- |
| -                                                            | 23 décembre | @ Houston           | Reporté*  | Reporté*                     | Reporté*           | Reporté*                    | Toyota Center           |       |
| 1                                                            | 26 décembre | @ Charlotte         | V 109-107 | Shai Gilgeous-Alexander (24) | Al Horford (13)    | Shai Gilgeous-Alexander (9) | Spectrum Center         | 1 - 0 |
| 2                                                            | 28 décembre | Utah                | D 109-110 | Luguentz Dort (26)           | Darius Bazley (11) | Shai Gilgeous-Alexander (7) | Chesapeake Energy Arena | 1 - 1 |
| 3                                                            | 29 décembre | Orlando             | D 107-118 | Shai Gilgeous-Alexander (23) | Hamidou Diallo (8) | Shai Gilgeous-Alexander (7) | Chesapeake Energy Arena | 1 - 2 |
| 4                                                            | 31 décembre | La Nouvelle-Orléans | D 80-113  | Al Horford (17)              | Horford, Roby (6)  | Trois joueurs (4)           | Chesapeake Energy Arena | 1 - 3 |
| * Le match a été reporté par manque de joueurs côté Houston. |             |                     |           |                              |                    |                             |                         |       |

| Match                                                                                      | Date match | Équipe                | Score          | Meilleur marqueur                | Meilleur rebondeur          | Meilleur passeur             | Lieux                   | Série  |
| ------------------------------------------------------------------------------------------ | ---------- | --------------------- | -------------- | -------------------------------- | --------------------------- | ---------------------------- | ----------------------- | ------ |
| 5                                                                                          | 2 janvier  | @ Orlando             | V 108-99       | Darius Bazley (19)               | Darius Bazley (12)          | Shai Gilgeous-Alexander (7)  | Amway Center            | 2 - 3  |
| 6                                                                                          | 4 janvier  | @ Miami               | D 90-118       | Shai Gilgeous-Alexander (18)     | Darius Bazley (8)           | Shai Gilgeous-Alexander (4)  | American Airlines Arena | 2 - 4  |
| 7                                                                                          | 6 janvier  | @ La Nouvelle-Orléans | V 111-110      | Shai Gilgeous-Alexander (21)     | Darius Bazley (12)          | Shai Gilgeous-Alexander (9)  | Smoothie King Center    | 3 - 4  |
| 8                                                                                          | 8 janvier  | @ New York            | V 101-89       | Shai Gilgeous-Alexander (25)     | Hamidou Diallo (11)         | Shai Gilgeous-Alexander (7)  | Madison Square Garden   | 4 - 4  |
| 9                                                                                          | 10 janvier | @ Brooklyn            | V 129-116      | Shai Gilgeous-Alexander (31)     | G-Alexander, Horford (6)    | Shai Gilgeous-Alexander (7)  | Barclays Center         | 5 - 4  |
| 10                                                                                         | 12 janvier | San Antonio           | D 102-112      | Shai Gilgeous-Alexander (20)     | Shai Gilgeous-Alexander (9) | George Hill (5)              | Chesapeake Energy Arena | 5 - 5  |
| 11                                                                                         | 13 janvier | L.A. Lakers           | D 99-128       | Shai Gilgeous-Alexander (17)     | Isaiah Roby (9)             | Trois joueurs (4)            | Chesapeake Energy Arena | 5 - 6  |
| 12                                                                                         | 15 janvier | Chicago               | V 127-125 (OT) | Shai Gilgeous-Alexander (33)     | Luguentz Dort (8)           | Shai Gilgeous-Alexander (10) | Chesapeake Energy Arena | 6 - 6  |
| -                                                                                          | 17 janvier | Philadelphie          | Reporté*       | Reporté*                         | Reporté*                    | Reporté*                     | Chesapeake Energy Arena | -      |
| 13                                                                                         | 19 janvier | @ Denver              | D 101-119      | Luguentz Dort (20)               | Isaiah Roby (9)             | Shai Gilgeous-Alexander (7)  | Ball Arena              | 6 - 7  |
| 14                                                                                         | 22 janvier | @ L.A. Clippers       | D 106-120      | Shai Gilgeous-Alexander (30)     | Hill, Maledon (5)           | Shai Gilgeous-Alexander (8)  | Staples Center          | 6 - 8  |
| 15                                                                                         | 24 janvier | @ L.A. Clippers       | D 100-108      | Shai Gilgeous-Alexander (23)     | Darius Bazley (11)          | Shai Gilgeous-Alexander (7)  | Staples Center          | 6 - 9  |
| 16                                                                                         | 25 janvier | @ Portland            | V 125-122      | Shai Gilgeous-Alexander (24)     | Shai Gilgeous-Alexander (9) | Shai Gilgeous-Alexander (6)  | Moda Center             | 7 - 9  |
| 17                                                                                         | 27 janvier | @ Phoenix             | V 102-97       | Al Horford (21)                  | Al Horford (11)             | Shai Gilgeous-Alexander (8)  | PHX Arena               | 8 - 9  |
| 18                                                                                         | 29 janvier | Brooklyn              | D 125-147      | Gilgeous-Alexander, Maledon (24) | Shai Gilgeous-Alexander (5) | Al Horford (21)              | Chesapeake Energy Arena | 8 - 10 |
| * Le match a été reporté à la suite du protocole sanitaire de la ligue contre la covid-19. |            |                       |                |                                  |                             |                              |                         |        |

| Match | Date match  | Équipe        | Score          | Meilleur marqueur            | Meilleur rebondeur               | Meilleur passeur                | Lieux                      | Série   |
| ----- | ----------- | ------------- | -------------- | ---------------------------- | -------------------------------- | ------------------------------- | -------------------------- | ------- |
| 19    | 1er février | Houston       | D 106-136      | Shai Gilgeous-Alexander (19) | Al Horford (7)                   | Shai Gilgeous-Alexander (5)     | Chesapeake Energy Arena    | 8 - 11  |
| 20    | 3 février   | Houston       | V 104-87       | Kenrich Williams (19)        | Darius Bazley (12)               | Théo Maledon (4)                | Chesapeake Energy Arena    | 9 - 11  |
| 21    | 5 février   | Minnesota     | D 103-106      | Al Horford (26)              | Darius Bazley (10)               | Hamidou Diallo (10)             | Chesapeake Energy Arena    | 9 - 12  |
| 22    | 6 février   | Minnesota     | V 120-118      | Shai Gilgeous-Alexander (31) | Gilgeous-Alexander, Williams (9) | Shai Gilgeous-Alexander (7)     | Chesapeake Energy Arena    | 10 - 12 |
| 23    | 8 février   | @ L.A. Lakers | D 112-119 (OT) | Shai Gilgeous-Alexander (29) | Darius Bazley (16)               | Shai Gilgeous-Alexander (10)    | Staples Center             | 10 - 13 |
| 24    | 10 février  | @ L.A. Lakers | D 113-114 (OT) | Al Horford (25)              | Hamidou Diallo (13)              | Al Horford (8)                  | Staples Center             | 10 - 14 |
| 25    | 12 février  | @ Denver      | D 95-97        | Justin Jackson (20)          | Kenrich Williams (11)            | Kenrich Williams (9)            | Ball Arena                 | 10 - 15 |
| 26    | 14 février  | Milwaukee     | V 114-109      | Justin Jackson (22)          | Hamidou Diallo (13)              | Al Horford (9)                  | Chesapeake Energy Arena    | 11 - 15 |
| 27    | 16 février  | Portland      | D 104-115      | Luguentz Dort (23)           | Isaiah Roby (10)                 | Darius Bazley (6)               | Chesapeake Energy Arena    | 11 - 16 |
| 28    | 17 février  | @ Memphis     | D 113-122      | Shai Gilgeous-Alexander (22) | Isaiah Roby (8)                  | Shai Gilgeous-Alexander (6)     | FedExForum                 | 11 - 17 |
| 29    | 19 février  | @ Milwaukee   | D 85-98        | Luguentz Dort (17)           | Muscala, Roby (7)                | Shai Gilgeous-Alexander (5)     | Fiserv Forum               | 11 - 18 |
| 30    | 21 février  | @ Cleveland   | V 117-101      | Shai Gilgeous-Alexander (31) | Al Horford (8)                   | Shai Gilgeous-Alexander (9)     | Rocket Mortgage FieldHouse | 12 - 18 |
| 31    | 22 février  | Miami         | D 94-108       | Shai Gilgeous-Alexander (27) | Dort, Williams (7)               | Gilgeous-Alexander, Maledon (5) | Chesapeake Energy Arena    | 12 - 19 |
| 32    | 24 février  | San Antonio   | V 102-99       | Shai Gilgeous-Alexander (42) | Darius Bazley (10)               | Al Horford (7)                  | Chesapeake Energy Arena    | 13 - 19 |
| 33    | 26 février  | Atlanta       | V 118-109      | Shai Gilgeous-Alexander (24) | Darius Bazley (12)               | Théo Maledon (12)               | Chesapeake Energy Arena    | 14 - 19 |
| 34    | 27 février  | Denver        | D 96-126       | Darius Bazley (22)           | Isaiah Roby (9)                  | Isaiah Roby (7)                 | Chesapeake Energy Arena    | 14 - 20 |

| Match                  | Date match | Équipe        | Score     | Meilleur marqueur            | Meilleur rebondeur      | Meilleur passeur               | Lieux                    | Série   |
| ---------------------- | ---------- | ------------- | --------- | ---------------------------- | ----------------------- | ------------------------------ | ------------------------ | ------- |
| 35                     | 3 mars     | @ Dallas      | D 78-87   | Shai Gilgeous-Alexander (15) | Darius Bazley (10)      | Shai Gilgeous-Alexander (3)    | American Airlines Center | 14 - 21 |
| 36                     | 4 mars     | @ San Antonio | V 107-102 | Shai Gilgeous-Alexander (33) | Darius Bazley (10)      | Shai Gilgeous-Alexander (8)    | AT&T Center              | 15 - 21 |
| NBA All-Star Game 2021 |            |               |           |                              |                         |                                |                          |         |
| 37                     | 11 mars    | Dallas        | V 116-108 | Shai Gilgeous-Alexander (32) | Moses Brown (12)        | Théo Maledon (9)               | Chesapeake Energy Arena  | 16 - 21 |
| 38                     | 13 mars    | New York      | D 97-119  | Al Horford (16)              | Moses Brown (9)         | Dort, Jerome (5)               | Chesapeake Energy Arena  | 16 - 22 |
| 39                     | 14 mars    | Memphis       | V 128-122 | Shai Gilgeous-Alexander (30) | Aleksej Pokuševski (10) | Jerome, Gilgeous-Alexander (5) | Chesapeake Energy Arena  | 17 - 22 |
| 40                     | 16 mars    | @ Chicago     | D 102-123 | Shai Gilgeous-Alexander (21) | Moses Brown (16)        | Kenrich Williams (4)           | United Center            | 17 - 23 |
| 41                     | 18 mars    | @ Atlanta     | D 93-116  | Shai Gilgeous-Alexander (19) | Isaiah Roby (8)         | Théo Maledon (5)               | State Farm Arena         | 17 - 24 |
| 42                     | 21 mars    | @ Houston     | V 114-112 | Luguentz Dort (23)           | Moses Brown (14)        | Ty Jerome (5)                  | Toyota Center            | 18 - 24 |
| 43                     | 22 mars    | @ Minnesota   | V 112-103 | Shai Gilgeous-Alexander (31) | Moses Brown (17)        | Ty Jerome (6)                  | Target Center            | 19 - 24 |
| 44                     | 24 mars    | Memphis       | D 107-116 | Moses Brown (19)             | Moses Brown (12)        | Al Horford (6)                 | Chesapeake Energy Arena  | 19 - 25 |
| 45                     | 27 mars    | Boston        | D 94-111  | Théo Maledon (22)            | Moses Brown (23)        | Aleksej Pokuševski (5)         | Chesapeake Energy Arena  | 19 - 26 |
| 46                     | 29 mars    | Dallas        | D 106-127 | Aleksej Pokuševski (21)      | Brown, Roby (9)         | Ty Jerome (5)                  | Chesapeake Energy Arena  | 19 - 27 |
| 47                     | 31 mars    | Toronto       | V 113-103 | Sviatoslav Mykhaïliouk (22)  | Moses Brown (12)        | Théo Maledon (6)               | Chesapeake Energy Arena  | 20 - 27 |

| Match | Date match | Équipe              | Score     | Meilleur marqueur        | Meilleur rebondeur | Meilleur passeur        | Lieux                   | Série   |
| ----- | ---------- | ------------------- | --------- | ------------------------ | ------------------ | ----------------------- | ----------------------- | ------- |
| 48    | 2 avril    | @ Phoenix           | D 103-140 | Théo Maledon (33)        | Moses Brown (7)    | Aleksej Pokuševski (4)  | PHX Arena               | 20 - 28 |
| 49    | 3 avril    | @ Portland          | D 85-133  | Kenrich Williams (18)    | Moses Brown (14)   | Jerome, Pokuševski (4)  | Moda Center             | 20 - 29 |
| 50    | 5 avril    | Détroit             | D 108-132 | Aleksej Pokuševski (19)  | Tony Bradley (9)   | Ty Jerome (5)           | Chesapeake Energy Arena | 20 - 30 |
| 51    | 7 avril    | Charlotte           | D 102-113 | Maledon, Pokuševski (25) | Moses Brown (10)   | Kenrich Williams (9)    | Chesapeake Energy Arena | 20 - 31 |
| 52    | 8 avril    | Cleveland           | D 102-129 | Ty Jerome (23)           | Moses Brown (11)   | Kenrich Williams (9)    | Chesapeake Energy Arena | 20 - 32 |
| 53    | 10 avril   | Philadelphie        | D 93-117  | Darius Bazley (17)       | Tony Bradley (14)  | Trois joueurs (5)       | Chesapeake Energy Arena | 20 - 33 |
| 54    | 13 avril   | @ Utah              | D 96-106  | Luguentz Dort (42)       | Moses Brown (15)   | Luguentz Dort (3)       | Vivint Smart Home Arena | 20 - 34 |
| 55    | 14 avril   | Golden State        | D 109-147 | Darius Bazley (22)       | Moses Brown (12)   | Théo Maledon (5)        | Chesapeake Energy Arena | 20 - 35 |
| 56    | 16 avril   | @ Détroit           | D 104-110 | Luguentz Dort (26)       | Brown, Maledon (8) | Kenrich Williams (4)    | Little Caesars Arena    | 20 - 36 |
| 57    | 18 avril   | @ Toronto           | D 106-112 | Luguentz Dort (29)       | Bazley, Roby (8)   | Ty Jerome (6)           | Amalie Arena            | 20 - 37 |
| 58    | 19 avril   | @ Washington        | D 107-119 | Darius Bazley (26)       | Trois joueurs (7)  | Maledon, Pokuševski (5) | Capital One Arena       | 20 - 38 |
| 59    | 21 avril   | @ Indiana           | D 116-122 | Darius Bazley (26)       | Moses Brown (11)   | Théo Maledon (7)        | Bankers Life Fieldhouse | 20 - 39 |
| 60    | 23 avril   | Washington          | D 109-129 | Bazley, Maledon (20)     | Dort, Roby (8)     | Théo Maledon (8)        | Chesapeake Energy Arena | 20 - 40 |
| 61    | 26 avril   | @ Philadelphie      | D 90-121  | Ty Jerome (22)           | Moses Brown (8)    | Aleksej Pokuševski (5)  | Wells Fargo Center      | 20 - 41 |
| 62    | 27 avril   | @ Boston            | V 119-115 | Luguentz Dort (24)       | Darius Bazley (10) | Théo Maledon (5)        | TD Garden               | 21 - 41 |
| 63    | 29 avril   | La Nouvelle-Orléans | D 95-109  | Luguentz Dort (17)       | Moses Brown (18)   | Jerome, Maledon (4)     | Chesapeake Energy Arena | 21 - 42 |

| Match | Date match | Équipe         | Score     | Meilleur marqueur           | Meilleur rebondeur     | Meilleur passeur       | Lieux                   | Série   |
| ----- | ---------- | -------------- | --------- | --------------------------- | ---------------------- | ---------------------- | ----------------------- | ------- |
| 64    | 1er mai    | Indiana        | D 95-152  | Moses Brown (16)            | Gabriel Deck (10)      | Hall, Williams (4)     | Chesapeake Energy Arena | 21 - 43 |
| 65    | 2 mai      | Phoenix        | D 120-123 | Darius Bazley (19)          | Darius Bazley (9)      | Ty Jerome (5)          | Chesapeake Energy Arena | 21 - 44 |
| 66    | 4 mai      | Sacramento     | D 99-103  | Darius Bazley (24)          | Moses Brown (17)       | Dort, Jerome (4)       | Chesapeake Energy Arena | 21 - 45 |
| 67    | 6 mai      | @ Golden State | D 97-118  | Ty Jerome (23)              | Moses Brown (8)        | Théo Maledon (8)       | Chase Center            | 21 - 46 |
| 68    | 8 mai      | @ Golden State | D 97-136  | Sviatoslav Mykhaïliouk (17) | Moses Brown (8)        | Kenrich Williams (5)   | Chase Center            | 21 - 47 |
| 69    | 9 mai      | @ Sacramento   | D 98-126  | Darius Bazley (18)          | Moses Brown (9)        | Aleksej Pokuševski (5) | Golden 1 Center         | 21 - 48 |
| 70    | 11 mai     | @ Sacramento   | D 106-122 | Kenrich Williams (20)       | Moses Brown (13)       | Darius Bazley (5)      | Golden 1 Center         | 21 - 49 |
| 71    | 14 mai     | Utah           | D 93-109  | Sviatoslav Mykhaïliouk (19) | Aleksej Pokuševski (9) | Bradley, Maledon (3)   | Chesapeake Energy Arena | 21 - 50 |
| 72    | 16 mai     | L.A. Clippers  | V 117-112 | Aleksej Pokuševski (29)     | Moses Brown (18)       | Théo Maledon (4)       | Chesapeake Energy Arena | 22 - 50 |

### Confrontations en saison régulière
| Conférence Est      | Conférence Est                             | Conférence Est                             | Conférence Ouest                           | Conférence Ouest                           | Conférence Ouest                           | Conférence Ouest                           | Conférence Ouest                           |
| Division Atlantique | Division Atlantique                        | Division Atlantique                        | Division Nord-Ouest                        | Division Nord-Ouest                        | Division Nord-Ouest                        | Division Nord-Ouest                        | Division Nord-Ouest                        |
| Équipe              | Domicile                                   | Extérieur                                  | Équipe                                     | Domicile                                   | Domicile                                   | Extérieur                                  | Extérieur                                  |
| ------------------- | ------------------------------------------ | ------------------------------------------ | ------------------------------------------ | ------------------------------------------ | ------------------------------------------ | ------------------------------------------ | ------------------------------------------ |
| Boston              | 94-111                                     | 119-115                                    | Denver                                     | 96-126                                     |                                            | 101-119                                    | 95-97                                      |
| Brooklyn            | 125-147                                    | 129-116                                    | Minnesota                                  | 103-106                                    | 120-118                                    | 112-103                                    |                                            |
| New York            | 97-119                                     | 101-89                                     |                                            |                                            |                                            |                                            |                                            |
| Philadelphie        | 93-117                                     | 90-121                                     | Portland                                   | 104-115                                    |                                            | 125-122                                    | 85-133                                     |
| Toronto             | 113-103                                    | 106-112                                    | Utah                                       | 109-110                                    | 93-109                                     | 96-106                                     |                                            |
|                     | 1-4                                        | 3-2                                        |                                            | 1-5                                        | 1-5                                        | 2-4                                        | 2-4                                        |
| Division            | 4-6                                        | 4-6                                        | Division                                   | 3-9                                        | 3-9                                        | 3-9                                        | 3-9                                        |
| Division Centrale   | Division Centrale                          | Division Centrale                          | Division Pacifique                         | Division Pacifique                         | Division Pacifique                         | Division Pacifique                         | Division Pacifique                         |
| Équipe              | Domicile                                   | Extérieur                                  | Équipe                                     | Domicile                                   | Domicile                                   | Extérieur                                  | Extérieur                                  |
| Chicago             | 127-125 (OT)                               | 102-123                                    | Golden State                               | 109-147                                    |                                            | 97-118                                     | 97-136                                     |
| Cleveland           | 102-129                                    | 117-101                                    | L.A. Clippers                              | 117-112                                    |                                            | 106-120                                    | 100-108                                    |
| Detroit             | 108-132                                    | 104-110                                    | L.A. Lakers                                | 99-128                                     |                                            | 112-119 (OT)                               | 113-114 (OT)                               |
| Indiana             | 95-152                                     | 116-122                                    | Phoenix                                    | 120-123                                    |                                            | 102-97                                     | 103-140                                    |
| Milwaukee           | 114-109                                    | 85-98                                      | Sacramento                                 | 99-103                                     |                                            | 98-126                                     | 106-122                                    |
|                     | 2-3                                        | 1-4                                        |                                            | 1-4                                        | 1-4                                        | 1-9                                        | 1-9                                        |
| Division            | 3-7                                        | 3-7                                        | Division                                   | 2-13                                       | 2-13                                       | 2-13                                       | 2-13                                       |
| Division Sud-Est    | Division Sud-Est                           | Division Sud-Est                           | Division Sud-Ouest                         | Division Sud-Ouest                         | Division Sud-Ouest                         | Division Sud-Ouest                         | Division Sud-Ouest                         |
| Équipe              | Domicile                                   | Extérieur                                  | Équipe                                     | Domicile                                   | Domicile                                   | Extérieur                                  | Extérieur                                  |
| Atlanta             | 118-109                                    | 93-116                                     | Dallas                                     | 116-108                                    | 106-127                                    | 78-87                                      |                                            |
| Charlotte           | 102-113                                    | 109-107                                    | Houston                                    | 106-136                                    | 104-87                                     | 114-112                                    |                                            |
| Miami               | 94-108                                     | 90-118                                     | Memphis                                    | 128-122                                    | 107-116                                    | 113-122                                    |                                            |
| Orlando             | 107-118                                    | 108-99                                     | New Orleans                                | 80-113                                     | 95-109                                     | 111-110                                    |                                            |
| Washington          | 109-129                                    | 107-119                                    | San Antonio                                | 102-112                                    | 102-99                                     | 107-102                                    |                                            |
|                     | 1-4                                        | 2-3                                        |                                            | 4-6                                        | 4-6                                        | 3-2                                        | 3-2                                        |
| Division            | 3-7                                        | 3-7                                        | Division                                   | 7-8                                        | 7-8                                        | 7-8                                        | 7-8                                        |
| Conférence          | 10-20 (Domicile : 4-11; Extérieur : 6-9)   | 10-20 (Domicile : 4-11; Extérieur : 6-9)   | Conférence                                 | 12-30 (Domicile : 5-15; Extérieur : 7-15)  | 12-30 (Domicile : 5-15; Extérieur : 7-15)  | 12-30 (Domicile : 5-15; Extérieur : 7-15)  | 12-30 (Domicile : 5-15; Extérieur : 7-15)  |
| Total               | 22-50 (Domicile : 9-26; Extérieur : 13-24) | 22-50 (Domicile : 9-26; Extérieur : 13-24) | 22-50 (Domicile : 9-26; Extérieur : 13-24) | 22-50 (Domicile : 9-26; Extérieur : 13-24) | 22-50 (Domicile : 9-26; Extérieur : 13-24) | 22-50 (Domicile : 9-26; Extérieur : 13-24) | 22-50 (Domicile : 9-26; Extérieur : 13-24) |

## Classements
| Conférence Ouest | Conférence Ouest                    | Conférence Ouest | Conférence Ouest | Conférence Ouest | Conférence Ouest | Conférence Ouest | Conférence Ouest |
| No               | Franchise                           | Vic.             | Def.             | MJ               | V/D              | GB               |                  |
| ---------------- | ----------------------------------- | ---------------- | ---------------- | ---------------- | ---------------- | ---------------- | ---------------- |
| 1                | z - Jazz de l'Utah*                 | 52               | 20               | 72               | .722             | –                |                  |
| 2                | y - Suns de Phoenix*                | 51               | 21               | 72               | .708             | 1                |                  |
| 3                | x - Nuggets de Denver               | 47               | 25               | 72               | .653             | 5                |                  |
| 4                | x - Clippers de Los Angeles         | 47               | 25               | 72               | .653             | 5                |                  |
| 5                | y - Mavericks de Dallas*            | 42               | 30               | 72               | .583             | 10               |                  |
| 6                | x - Trail Blazers de Portland       | 42               | 30               | 72               | .583             | 10               |                  |
|                  |                                     |                  |                  |                  |                  |                  |                  |
| 7                | x - Lakers de Los Angeles           | 42               | 30               | 72               | .583             | 10               |                  |
| 8                | x - Grizzlies de Memphis            | 38               | 34               | 72               | .528             | 14               |                  |
| 9                | o - Warriors de Golden State        | 39               | 33               | 72               | .542             | 13               |                  |
| 10               | o - Spurs de San Antonio            | 33               | 39               | 72               | .458             | 19               |                  |
|                  |                                     |                  |                  |                  |                  |                  |                  |
| 11               | o - Pelicans de La Nouvelle-Orléans | 31               | 41               | 72               | .431             | 21               |                  |
| 12               | o - Kings de Sacramento             | 31               | 41               | 72               | .431             | 21               |                  |
| 13               | o - Timberwolves du Minnesota       | 23               | 49               | 72               | .319             | 29               |                  |
| 14               | o - Thunder d'Oklahoma City         | 22               | 50               | 72               | .306             | 30               |                  |
| 15               | o - Rockets de Houston              | 17               | 55               | 72               | .236             | 35               |                  |

| Division Nord-Ouest           | V  | D  | MJ | V/D  | GB | Dom   | Ext   | Div |
| ----------------------------- | -- | -- | -- | ---- | -- | ----- | ----- | --- |
| z - Jazz de l'Utah            | 52 | 20 | 72 | .722 | –  | 31–5  | 21–15 | 7–5 |
| x - Nuggets de Denver         | 47 | 25 | 72 | .653 | 5  | 25–11 | 22–14 | 9–3 |
| x - Trail Blazers de Portland | 42 | 30 | 72 | .583 | 10 | 20–16 | 22–14 | 6–6 |
| o - Timberwolves du Minnesota | 23 | 49 | 72 | .319 | 29 | 13–23 | 10–26 | 5–7 |
| o - Thunder d'Oklahoma City   | 22 | 50 | 72 | .306 | 30 | 10–26 | 12–24 | 3–9 |

## Effectif

### Effectif actuel
| Oklahoma City Thunder Effectif en fin de saison régulière |    |                                      |                         |                       |
| Entraîneur : Mark Daigneault                              |    |                                      |                         |                       |
| Ailier fort                                               | 7  | Drapeau des États-Unis               | Darius Bazley           | Princeton High School |
| Pivot                                                     | 13 | Drapeau des États-Unis               | Tony Bradley            | North Carolina        |
| Pivot                                                     | 9  | Drapeau des États-Unis               | Moses Brown             | UCLA                  |
| Arrière / Ailier                                          | 44 | Drapeau des États-Unis               | Charlie Brown Jr.       | Saint-Joseph          |
| Ailier / Ailier fort                                      | 6  | Drapeau de l'Argentine               | Gabriel Deck            | Real Madrid           |
| Arrière                                                   | 5  | Drapeau du Canada                    | Luguentz Dort           | Arizona State         |
| Meneur / Arrière                                          | 2  | Drapeau du Canada                    | Shai Gilgeous-Alexander | Kentucky              |
| Ailier                                                    | 15 | Drapeau des États-Unis               | Josh Hall (R) (TW)      | Moravian Prep         |
| Ailier / Ailier fort                                      | 8  | Drapeau de la France                 | Jaylen Hoard (TW)       | Wake Forest           |
| Pivot                                                     | 42 | Drapeau de la République dominicaine | Al Horford              | Florida               |
| Meneur / Arrière                                          | 16 | Drapeau des États-Unis               | Ty Jerome               | Virginia              |
| Meneur                                                    | 11 | Drapeau de la France                 | Théo Maledon (R)        | Lyon-Villeurbanne     |
| Ailier fort / Pivot                                       | 33 | Drapeau des États-Unis               | Mike Muscala            | Bucknell              |
| Ailier                                                    | 19 | Drapeau de l'Ukraine                 | Sviatoslav Mykhaïliouk  | Kansas                |
| Ailier fort                                               | 17 | /                                    | Aleksej Pokuševski (R)  | Olympiakós            |
| Ailier fort                                               | 22 | Drapeau des États-Unis               | Isaiah Roby             | Nebraska              |
| Ailier                                                    | 34 | Drapeau des États-Unis               | Kenrich Williams        | TCU                   |
| (R) - Rookie, (TW) - Two-way contract, Blessé             |    |                                      |                         |                       |

## Récompenses durant la saison
| Date   | Joueur        | Récompense                              |
| ------ | ------------- | --------------------------------------- |
| 2 mars | Théo Maledon  | ☆ Rising Stars Challenge - Team World ☆ |
| 2 mars | Luguentz Dort | ☆ Rising Stars Challenge - Team World ☆ |

## Transactions

### Options dans les contrats
| Date       | Joueur                  | Option                                                                             |
| ---------- | ----------------------- | ---------------------------------------------------------------------------------- |
| 18/11/2020 | Deonte Burton           | Oklahoma City décline son option d'équipe de 1 663 861 $ pour la saison 2020-2021. |
| 19/11/2020 | Mike Muscala            | Mike Muscala exerce son option joueur de 2 283 034 $ pour la saison 2020-2021.     |
| 27/12/2020 | Darius Bazley           | Oklahoma City exerce son option d'équipe de 2 513 040 $ pour la saison 2021-2022.  |
| 27/12/2020 | Shai Gilgeous-Alexander | Oklahoma City exerce son option d'équipe de 5 495 532 $ pour la saison 2021-2022.  |
| 27/12/2020 | Ty Jerome               | Oklahoma City exerce son option d'équipe de 2 412 840 $ pour la saison 2021-2022.  |

### Changement d’entraîneur
| Date       | Ancien entraîneur | Raison départ  | Date de signature | Nouvel entraîneur | Provenance                                                |
| ---------- | ----------------- | -------------- | ----------------- | ----------------- | --------------------------------------------------------- |
| 08/09/2020 | Billy Donovan     | Fin de contrat | 11 novembre       | Mark Daigneault   | Thunder d'Oklahoma City (Entraîneur assistant, 2019-2020) |

### Échanges
| Novembre    | Novembre | Novembre | Novembre |
| ----------- | --- | --- | -------- |
| 16 novembre | Vers le Thunder d'Oklahoma City - Ty Jerome - Jalen Lecque - Kelly Oubre - Ricky Rubio - Premier tour de draft 2022 (protégé) | Vers les Suns de Phoenix - Chris Paul - Abdel Nader | [ 10 ]   |
| 19 novembre | Vers le Thunder d'Oklahoma City - Danny Green - Droits sur Jaden McDaniels (#28) | Vers les Lakers de Los Angeles - Dennis Schröder | [ 11 ]   |
| 19 novembre | Vers le Thunder d'Oklahoma City - Admiral Schofield - Droits sur Vít Krejčí (#37) | Vers les Wizards de Washington - Droits sur Cassius Winston (#53) - Second tour de draft 2024 des Grizzlies | [ 12 ]   |
| 19 novembre | Vers le Thunder d'Oklahoma City - Vincent Poirier - Compensation financière | Vers les Celtics de Boston - Second tour de draft 2021 (protégé) | [ 13 ]   |
| 20 novembre | Échange à trois équipes | Échange à trois équipes | [ 14 ]   |
| 20 novembre | Vers le Thunder d'Oklahoma City - James Johnson (Des Timberwolves) - Droits sur Aleksej Pokuševski (#17) (Des Timberwolves) - Second tour de draft 2024 (Des Timberwolves) | Vers les Knicks de New York - Droits sur Immanuel Quickley (#25) (Du Thunder) - Droits sur Mathias Lessort (2017 #50) (Des Timberwolves) - Second tour de draft 2023 des Pistons (Des Timberwolves)                                                                          | [ 14 ]   |
| 20 novembre | Vers les Timberwolves du Minnesota - Ricky Rubio (Du Thunder) - Droits sur Leandro Bolmaro (#23) (Des Knicks) - Droits sur Jaden McDaniels (#28) (Du Thunder) | | [ 14 ]   |
| 22 novembre | Vers le Thunder d'Oklahoma City - Premier tour de draft 2021 (protégé) - Second tour de draft 2021 des Nuggets | Vers les Warriors de Golden State - Kelly Oubre | [ 15 ]   |
| 24 novembre | Échange à quatre équipes | Échange à quatre équipes | [ 2 ]    |
| 24 novembre | Vers le Thunder d'Oklahoma City - George Hill (Des Bucks) - Zylan Cheatham (Sign and trade) (Des Pelicans) - Josh Gray (Sign and trade) (Des Pelicans) - Darius Miller (Des Pelicans) - Kenrich Williams (Sign and trade) (Des Pelicans) - Premier tour de draft 2023 protégé (Des Nuggets) - Second tour de draft 2023 des Wizards (Des Pelicans) - Second tour de draft 2024 des Hornets (Des Pelicans) | Vers les Bucks de Milwaukee - Jrue Holiday (Des Pelicans) - Droits sur Sam Merrill (#60) (Des Pelicans) | [ 2 ]    |
| 24 novembre | Vers les Pelicans de La Nouvelle-Orléans - Steven Adams (Du Thunder) - Eric Bledsoe (Des Bucks) - Droits d'échanger le premier tour de draft 2024 (Des Bucks) - Premier tour de draft 2025 (Des Bucks) - Droits d'échanger le premier tour de draft 2026 (Des Bucks) - Premier tour de draft 2027 (Des Bucks)                                                                                             | Vers les Nuggets de Denver - Droits sur R. J. Hampton (#24) (Des Bucks) | [ 2 ]    |
| 24 novembre | Vers le Thunder d'Oklahoma City - Second tour de draft 2025 protégé | Vers les Hawks d'Atlanta - Danilo Gallinari (Sign and trade) - Compensation financière | [ 16 ]   |
| 25 novembre | Vers le Thunder d'Oklahoma City - T. J. Leaf - Second tour de draft 2027 | Vers les Pacers de l'Indiana - Jalen Lecque | [ 17 ]   |
| 27 novembre | Échange à trois équipes | Échange à trois équipes | [ 18 ]   |
| 27 novembre | Vers le Thunder d'Oklahoma City - Trevor Ariza (Des Pistons) - Justin Jackson (Des Mavericks) - Second tour de draft 2023 (Des Mavericks) - Second tour de draft 2026 (Des Mavericks) | Vers les Pistons de Détroit - Delon Wright (Des Mavericks) | [ 18 ]   |
| 27 novembre | Vers les Mavericks de Dallas - James Johnson (Du Thunder) | | [ 18 ]   |
| Décembre    | | |          |
| 8 décembre  | Vers le Thunder d'Oklahoma City - Al Horford - Droits sur Théo Maledon (#34) - Droits sur Vasilije Micić (2014 #52) - Premier tour de draft 2025 protégé | Vers les 76ers de Philadelphie - Terrance Ferguson - Danny Green - Vincent Poirier | [ 19 ]   |
| Mars        | | |          |
| 12 mars     | Vers le Thunder d'Oklahoma City - Sviatoslav Mykhaïliouk - Second tour de draft 2027 | Vers les Pistons de Détroit - Hamidou Diallo | [ 20 ]   |
| 17 mars     | Vers le Thunder d'Oklahoma City - Meyers Leonard - Second tour de draft 2027 | Vers le Heat de Miami - Trevor Ariza | [ 21 ]   |
| 25 mars     | Échange à trois équipes | Échange à trois équipes | [ 22 ]   |
| 25 mars     | Vers le Thunder d'Oklahoma City - Tony Bradley (Des 76ers) - Austin Rivers (Des Knicks) - Second tour de draft 2025 (De Philadelphie) - Second tour de draft 2026 (De Philadelphie) | Vers les Knicks de New York - Terrance Ferguson (D'Oklahoma City) - Vincent Poirier (De Philadelphie) - Droits sur Emir Preldžič (2009 #57) (De Philadelphie) - Second tour de draft 2021 (De Philadelphie) - Second tour de draft 2024 de Miami (protégé) (De Philadelphie) | [ 22 ]   |
| 25 mars     | Vers les 76ers de Philadelphie - Iggy Brazdeikis (Des Knicks) - George Hill (Du Thunder) | | [ 22 ]   |

### Arrivées

#### Draft
| Date       | Joueur                   | Provenance              |
| ---------- | ------------------------ | ----------------------- |
| 01/12/2020 | Aleksej Pokuševski (#17) | Olympiakós              |
| 09/12/2020 | Théo Maledon (#34)       | ASVEL Lyon-Villeurbanne |

#### Agents libres
|  | Joueur ayant signé un contrat non-garanti, pour intégrer les camps d'entraînement de l'équipe. |

| Date       | Joueur                            | Provenance                                     | Contrat                                                  |
| ---------- | --------------------------------- | ---------------------------------------------- | -------------------------------------------------------- |
| 23/11/2020 | Zylan Cheatham (sign and trade)   | Pelicans de La Nouvelle-Orléans                | Contrat partiellement garanti de 4 994 028 $ sur 3 ans.  |
| 23/11/2020 | Josh Gray (sign and trade)        | Pelicans de La Nouvelle-Orléans                | Contrat partiellement garanti de 5 294 220 $ sur 3 ans.  |
| 23/11/2020 | Kenrich Williams (sign and trade) | Pelicans de La Nouvelle-Orléans                | Contrat partiellement garanti de 6 000 000 $ sur 3 ans.  |
| 02/12/2020 | Antonius Cleveland                | Mavericks de Dallas                            | Contrat non-garanti de 1 620 564 $ sur 1 an.             |
| 03/12/2020 | Melvin Frazier                    | Magic d'Orlando                                | Contrat non-garanti de 1 620 564 $ sur 1 an.             |
| 04/12/2020 | Frank Jackson                     | Pelicans de La Nouvelle-Orléans                | Contrat partiellement garanti de 3 502 857 $ sur 2 ans.  |
| 05/12/2020 | Jaylen Hoard                      | Trail Blazers de Portland                      | Contrat non-garanti de 1 445 697 $ sur 1 an.             |
| 07/12/2020 | Ömer Yurtseven                    | Hoyas de Georgetown (NCAA)                     | Contrat non-garanti de 898 310 $ sur 1 an.               |
| 19/12/2020 | Chasson Randle                    | Warriors de Golden State                       | Contrat non-garanti de 1 678 854 $ sur 1 an.             |
| 28/03/2021 | Moses Brown                       | Thunder d'Oklahoma City (Two-way contract)     | Contrat partiellement garanti de 6 800 000 $ sur 4 ans.  |
| 12/04/2021 | Gabriel Deck                      | Real Madrid                                    | Contrat partiellement garanti de 11 030 556 $ sur 3 ans. |
| 15/05/2021 | Charlie Brown Jr.                 | Thunder d'Oklahoma City (contrats de 10 jours) | Contrat partiellement garanti de 1 721 397 $ sur 2 ans   |

#### Contrats de 10 jours
| Date       | Joueur            | Provenance                            |
| ---------- | ----------------- | ------------------------------------- |
| 05/04/2021 | Justin Robinson   | Blue Coats du Delaware (NBA G-League) |
| 15/04/2021 | Justin Robinson   | Second contrat de 10 jours.           |
| 25/04/2021 | Charlie Brown Jr. | Wolves de l'Iowa (NBA G-League)       |
| 05/05/2021 | Charlie Brown Jr. | Second contrat de 10 jours.           |

#### Two-way contracts
| Date       | Joueur       | Provenance                      |
| ---------- | ------------ | ------------------------------- |
| 08/12/2020 | Moses Brown  | Trail Blazers de Portland       |
| 08/12/2020 | Josh Hall    | Moravian Prep                   |
| 05/04/2021 | Jaylen Hoard | Blue d'Oklahoma City (G-League) |

### Départs

#### Agents libres
| Date       | Joueur                   | Nouvelle équipe ¹                   |
| ---------- | ------------------------ | ----------------------------------- |
| 22/09/2020 | Kevin Hervey (Restreint) | Lokomotiv Kouban-Krasnodar          |
| 29/10/2020 | Devon Hall               | Brose Bamberg                       |
| 24/11/2020 | Danilo Gallinari         | Hawks d'Atlanta (Sign and trade)    |
| 25/11/2020 | Nerlens Noel             | Knicks de New York                  |
| 18/12/2020 | Josh Gray                | Pacers de l'Indiana                 |
| 19/12/2020 | Zylan Cheatham           | Timberwolves du Minnesota           |
| 27/12/2020 | Frank Jackson            | Pistons de Détroit                  |
| 11/01/2021 | Admiral Schofield        | Swarm de Greensboro (NBA G-League)  |
| 28/01/2021 | Antonius Cleveland       | Blue d'Oklahoma City (NBA G-League) |
| 28/01/2021 | Melvin Frazier           | Blue d'Oklahoma City (NBA G-League) |
| 28/01/2021 | Jaylen Hoard             | Blue d'Oklahoma City (NBA G-League) |
| 28/01/2021 | Vít Krejčí               | Blue d'Oklahoma City (NBA G-League) |
| 28/01/2021 | Chasson Randle           | Blue d'Oklahoma City (NBA G-League) |
| 28/01/2021 | Ömer Yurtseven           | Blue d'Oklahoma City (NBA G-League) |
| 16/02/2021 | André Roberson           | Nets de Brooklyn                    |
| 13/04/2021 | T. J. Leaf               | Trail Blazers de Portland           |
| 20/04/2021 | Austin Rivers            | Nuggets de Denver                   |

#### Joueurs coupés
|  | Joueurs non conservés après les camps d'entraînements de l'équipe. |

| Date       | Joueur             |
| ---------- | ------------------ |
| 01/12/2020 | Josh Gray          |
| 02/12/2020 | Zylan Cheatham     |
| 03/12/2020 | Antonius Cleveland |
| 05/12/2020 | Melvin Frazier     |
| 06/12/2020 | Jaylen Hoard       |
| 08/12/2020 | Ömer Yurtseven     |
| 18/12/2020 | T. J. Leaf         |
| 18/12/2020 | Admiral Schofield  |
| 19/12/2020 | Chasson Randle     |
| 21/12/2020 | Frank Jackson      |
| 25/03/2021 | Meyers Leonard     |
| 28/03/2021 | Austin Rivers      |
| 05/04/2021 | Justin Jackson     |
| 08/04/2021 | Darius Miller      |